# Lijst van ambassadeurs van de Verenigde Staten in Suriname

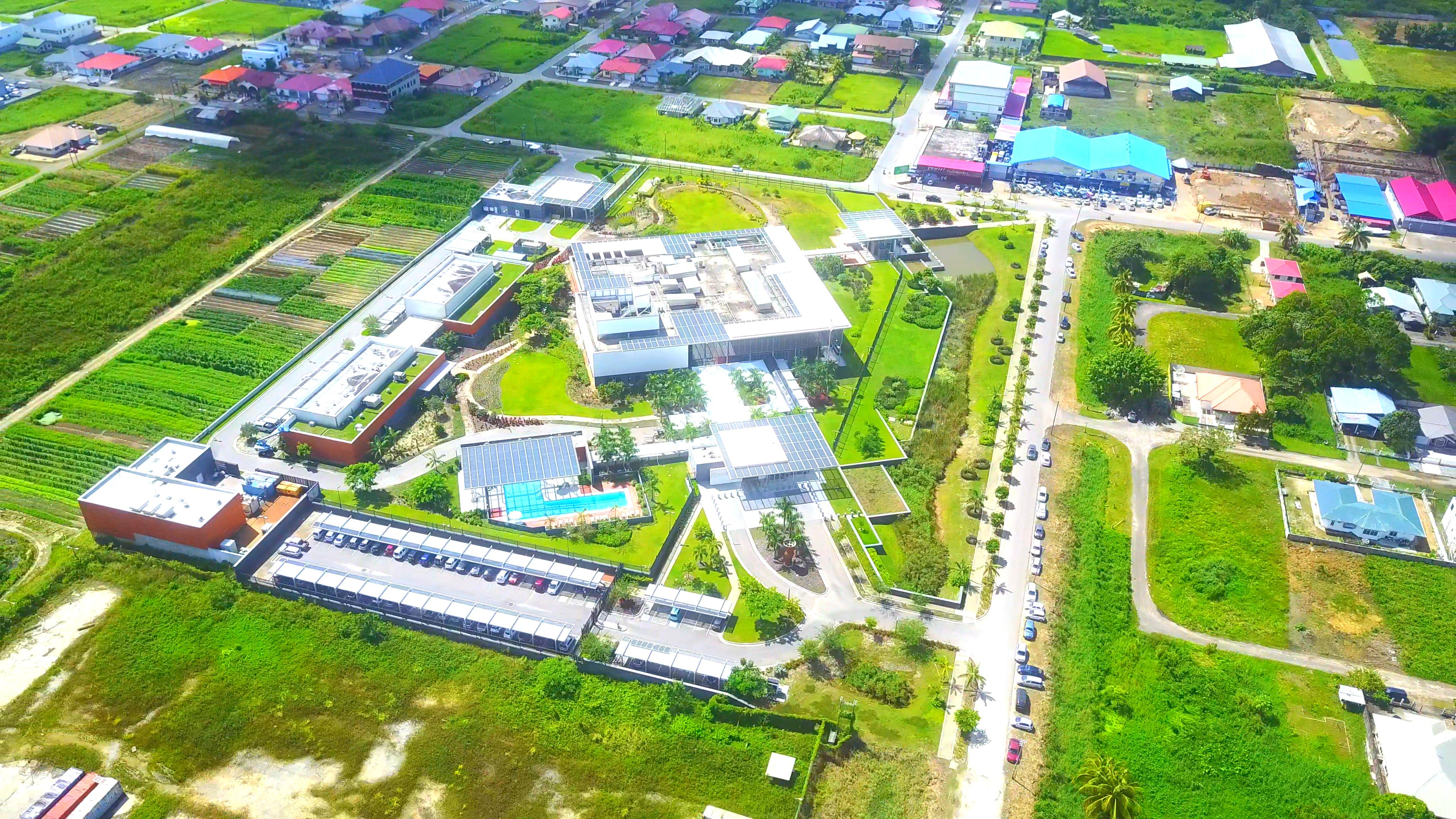
Amerikaanse ambassade in Paramaribo

Hieronder volgt een lijst van Amerikaanse ambassadeurs in Suriname. De titel die door het Amerikaanse ministerie van Buitenlandse Zaken aan deze functie wordt gegeven, is Buitengewoon Ambassadeur en Gevolmachtigd Minister (Ambassador Extraordinary and Minister Plenipotentiary).
Er bevindt zich een zelfstandige ambassade van de Verenigde Staten in Suriname, die gevestigd is in Paramaribo.
| Vertegenwoordiger      | Presentatie van referenties | Beëindiging van missie |
| ---------------------- | --------------------------- | ---------------------- |
| Robert Flanagin        | 25 november 1975            | 25 maart 1976          |
| Owen Zurhellen         | 25 maart 1976               | 2 juni 1978            |
| Nancy Ostrander        | 29 juni 1978                | 8 juli 1980            |
| John Crowley           | 25 juli 1980                | 10 december 1981       |
| Robert Werner Duemling | 4 augustus 1982             | 24 augustus 1984       |
| Robert Barbour         | 25 oktober 1984             | 23 oktober 1987        |
| Richard Howland        | 9 december 1987             | 16 mei 1990            |
| Jack Leonard           | 11 maart 1991               | 1 november 1993        |
| Roger Gamble           | 23 november 1993            | 20 september 1996      |
| Dennis Hays            | 14 maart 1997               | 14 juni 2000           |
| Daniel Johnson         | 29 september 2000           | 3 juni 2003            |
| Marsha Barnes          | 8 september 2003            | 27 juli 2006           |
| Lisa Hughes            | 28 september 2006           | 23 september 2009      |
| John Nay               | 16 oktober 2009             | 3 september 2012       |
| Jay Anania             | 15 november 2012            | 2 oktober 2015         |
| Edwin Nolan            | 11 januari 2016             | 29 september 2018      |
| Karen Williams         | 20 november 2018            | 31 oktober 2022        |
| Robert Faucher         | circa januari 2023          | -                      |